# Coupe des nations de rink hockey 1952
Navigation
Coupe des nations 1951 Coupe des nations 1953
La Coupe des nations de rink hockey 1952 est la 26e édition de la compétition. La coupe se déroule en avril 1952 à Montreux.

## Déroulement
La compétition se compose d'un championnat à 8 équipes. Chaque équipes rencontrant les sept autres une seule fois.

## Résultats
|    | Équipes     | Pts | J | G | N | P | BP | BC | Diff |
| -- | ----------- | --- | - | - | - | - | -- | -- | ---- |
| 1º | Espagne     | 18  | 7 | 4 | 3 | 0 | 30 | 13 | 17   |
| 2º | Portugal    | 17  | 7 | 4 | 2 | 1 | 31 | 15 | 16   |
| 3º | Montreux HC | 17  | 7 | 5 | 0 | 2 | 28 | 17 | 11   |
| 4º | Angleterre  | 15  | 7 | 4 | 0 | 3 | 26 | 15 | 11   |
| 5º | Belgique    | 15  | 7 | 3 | 2 | 2 | 26 | 24 | 2    |
| 6º | DLF Trieste | 12  | 7 | 1 | 3 | 3 | 14 | 17 | -3   |
| 7º | Allemagne   | 9   | 7 | 1 | 0 | 6 | 19 | 36 | -17  |
| 8º | Pays-Bas    | 9   | 7 | 1 | 0 | 6 | 19 | 56 | -37  |

|             |  | Allemagne | Belgique | Pays-Bas | Espagne |     | Portugal | Angleterre |
| ----------- |  | --------- | -------- | -------- | ------- | --- | -------- | ---------- |
| Montreux HC |  | 9-1       | 2-7      | 7-3      | 1-3     | 1-0 | 5-1      | 3-2        |
| Allemagne   |  |           | 2-5      | 2-4      | 2-4     | 7-1 | 3-7      | 2-6        |
| Belgique    |  |           |          | 7-4      | 5-5     | 0-0 | 1-7      | 1-4        |
| Pays-Bas    |  |           |          |          | 1-12    | 3-9 | 3-10     | 1-9        |
| Espagne     |  |           |          |          |         | 1-1 | 1-1      | 4-2        |
| DLF Trieste |  |           |          |          |         |     | 2-2      | 1-3        |
| Portugal    |  |           |          |          |         |     |          | 3-0        |
| Angleterre  |  |           |          |          |         |     |          |            |

## Classement final
| Place | Équipe      |
| ----- | ----------- |
|       | Espagne     |
|       | Portugal    |
|       | Montreux HC |
| 4     | Angleterre  |
| 5     | Belgique    |
| 6     | DLF Trieste |
| 7     | Allemagne   |
| 8     | Pays-Bas    |

| Vainqueur du tournoi de Montreux 1952 |
| ------------------------------------- |
| Espagne 1°                            |